# Sør Arena
Sør Arena (dansk: Syd Arena) er hjemmebane for fodboldklubben IK Start fra Kristiansand, der spiller i den norske Tippeligaen. Der er plads til 14.300 (alle siddepladser).
| Idrætsanlæg | Spire Denne artikel om et idrætsanlæg er en spire som bør udbygges. Du er velkommen til at hjælpe Wikipedia ved at udvide den. |

58°09′13″N 8°01′43″Ø / 58.1536°N 8.0286°Ø